# Kim Dong-jin
Kim Dong-jin (Incheon, 1982) is een Zuid-Koreaans voetballer.

## Carrière
Kim Dong-jin speelde tussen 2000 en 2010 voor Anyang LG Cheetahs. Hij tekende in 2011 bij FC Seoul.

## Zuid-Koreaans voetbalelftal
Kim Dong-jin debuteerde in 2003 in het Zuid-Koreaans nationaal elftal en speelde 30 interlands, waarin hij 4 keer scoorde.